# John Silén

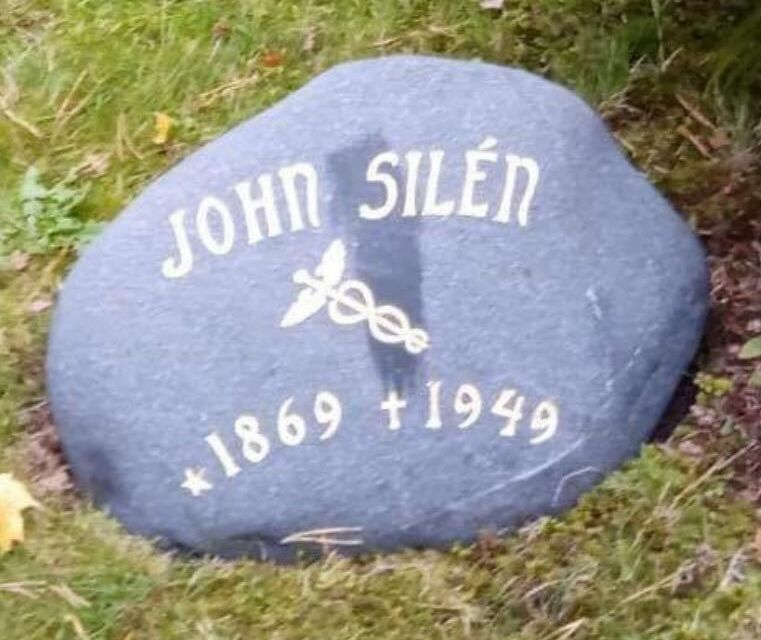
John Siléns gravsten i Åbo

John Silén född 19 juni 1869 i Åbo, död 3 oktober 1949 i Helsingfors i Finland, var en finländsk kappseglare och olympisk bronsmedaljör. 
Silén deltog ombord på fartyget Heatherbell i 12-meter klassen i segling vid olympiska sommarspelen 1912 i Stockholm. I 12-meter klassen deltog tre båtar: norsk båten Magda IX blev först, svenska båten Erna Signe andra och finsk båten Heatherbell tredje.
John Siléns far var August Silén (1830–1883), köpman från Åbo, och modern Hedvig f. Palmberg (1844–1932). Johns syster var Hedvig Gebhard. John Silén studerade ekonomi, bl.a. i Tyskland på 1890-talet och arbetade i 29 år som revisor i Nordiska föreningsbanken. Förutom segling var Silén en ivrig skridskoåkare och representerade Finland vid Internationella skridskoförbundets kongress i Budapest 1913. Silén förblev ogift då han var mer intresserad av män. John Silén ligger begravd i Siléns familjegrav på Åbo begravningsplats. Gravstenen tog han själv med från en seglingsutflykt i Åbo skärgård.